# Niels Wessel Bagges Kunstfond
Niels Wessel Bagges Kunstfond er etableret af kunstsamler og mæcen Niels Wessel Bagge. Fonden støtter danske kunstnere gennem årlige legatuddelinger.
Udover Bagges formue råder fonden over en større kunstsamling, der i dag er placeret på ARoS Aarhus Kunstmuseum, Louisiana Museum for Moderne Kunst, Søllerød Museum og CLAY Keramikmuseum Danmark.

## Legatmodtagere

### 2003
- Rannvá Kunoy
- Kaspar Bonnén
- Peter Mandrup
- Peter Brandes
- Jane Reumert

### 2004
- Malene Landgreen
- Kristian Dahlgaard
- Inuk Silis Høegh
- Doris Bloom
- Pernille Kløvedal Helweg
- FOS (Thomas Poulsen)

### 2005
- Mads Gamdrup
- Christian Vind
- Thomas Winding
- Ivan Andersen
- Peter Martensen
- Joachim Bang
- Iben West

### 2006
- Viera Collaro
- Peter Land
- Lars Nørgård
- Krass Clement
- John Kørner
- Kristian Devantier
- Gunleif Grube
- Eske Kath
- Kirsten Dehlholm
- Mette Winckelmann

### 2007
- Alexander Tovborg
- Anders Bonnesen
- Lars Tygesen
- Jun-Ichi Inoue
- Per Morten Abrahamsen
- Karin Kaster
- Sonny Tronborg
- Anette Harboe Flensburg

### 2008
- Esben Klemann
- Mie Olise Kjærgaard
- Nicolai Howalt – Trine Søndergaard
- Jonas Hvid Søndergaard
- Peter Linde Busk

### 2009
- Jeppe Hein
- Eva Koch
- Cathrine Raben Davidsen
- Eva Steen Christensen
- Morten Buch
- Astrid Kruse Jensen

### 2010
- Morten Schelde
- Marie Søndergaard Lolk
- Andreas Schulenburg
- Ulrik Crone
- Erik Varming
- Christian Skeel
- Peter Callesen
- Superflex
- Adam Saks

### 2011
- Ferdinand Ahm Krag
- Ida Kvetny
- Ursula Reuter Christiansen
- Sofie Bird Møller
- Jeannette Ehlers

### 2012
- Maja Ravn
- Sergej Jensen
- Jet-te L. Ranning
- Thorbjørn Lausten
- BenandSebastian
- Svend-Allan Sørensen
- Troels Wörsel

### 2013
- Torben Ribe
- Marianne Grønnow
- Finn Naur Petersen
- Emil Westman Hertz
- Flemming Quist Møller

### 2014
- Theis Wendt
- Nanna Abell
- Jesper Fabricius
- Tove Storch

### 2015
- Sophie Dupont
- Christian Danielewitz
- Astrid Myntekær
- Absalon Kirkeby
- Ditte Gantriis
- Troels Sandegård
- Rolf Nowotny